# NK Zasavica
Nogometni klub "Zasavica" (NK Zasavica; Zasavica) je bio nogometni klub iz Zasavice, općina Bosanski Šamac, Republika Srpska, Bosna i Hercegovina.

## O klubu
Nogomet se u Zasavici počeo igrati 1932. godine, te su povremeno formirane neslužbene momčadi. Poslije Drugog svjetskog rata nogometaši iz Zasavice su pretežno igrali za klub iz Crkvine. 
 
1959. godine dolazi dom službenog osnivanja NK "Zasavica", te se uključuje u natjecanje općinske lige. Krajem 1960.-ih dolazi do kratkog gašenja kluba, ali se obnavlja 1974. godine. Klub do 1978. godine nije imao odgovarajuće igralište, te je nastupao u Crkvini i Tišini. 
 
Od sezone 1977./78. klub se natječe u "Posavskoj ligi", koju osvajaju u sezoni 1987./88., kada ulaze u "Međuopćinsku ligu Brčko". 1983. godine klub je osvojio Kup Zadrugara. 
 
Zbog rata u BiH, okupacije i protjerivanja hrvatskog stanovništva iz Zasavice klub 1992. godine prestaje s radom, te Zasavica ostaje pod srpskom kontrolom i ulazi u sastav Republike Srpske.

## Uspjesi
Posavska liga
- prvak: 1987./88.
- doprvak: 1980./81.

Kup Zadrugara
- pobjednik: 1983.

## Unutrašnje poveznice
- Zasavica